# 陰部潰瘍
陰部潰瘍（genital ulcer）または生殖器潰瘍とは、陰部に生じた潰瘍である。また、下疳（げかん）は、陰部潰瘍の漢語的表現である。
通常、性器ヘルペス、硬性下疳（梅毒）、軟性下疳などの性感染症によって発生する。陰部の潰瘍以外にも、鼠径部におけるリンパ節腫脹や有痛無痛の小水疱なども徴候として挙げられる。陰部潰瘍をさらに分類すると、男性の陰部に潰瘍形成するもの（penile ulceration）と女性の陰部に潰瘍形成するもの（vulval ulceration）の二種類がある。
なお、性感染症以外でも、例えばベーチェット病や全身性エリテマトーデスなどの膠原病でも陰部潰瘍を生じことがあるため、性感染症に特異的な徴候というわけではない。

## 鑑別
| 区別             | 軟性下疳   | 硬性下疳         | 鼠径リンパ肉芽腫         | 鼠径肉芽腫           | 性器ヘルペス         | 性器カンジダ症 |
| ---------------- | ---------- | ---------------- | ------------------------ | -------------------- | -------------------- | -------------- |
| 潜伏期           | 2 - 7日    | 3週間            | 1 - 2週間                | 10週間               | 2 - 10日             | 日和見         |
| 数               | 多発       | 単発             | 多発                     | 多発                 | 多発                 | 多発           |
| 硬結             | なし       | あり             | なし                     | あり                 | あり                 | なし           |
| 疼痛             | あり       | なし             | なし                     | なし                 | あり                 | あり           |
| 鼠径リンパ節腫脹 | 片側性     | 両側性           | 片側性                   | なし                 | 両側性               | なし           |
| 病原体           | 軟性下疳菌 | 梅毒トレポネーマ | クラミジア・トラコマチス | カリマトバクテリウム | 単純ヘルペスウイルス | カンジダ       |
| 伊東反応         | 陽性       | 陰性             | 陰性                     | 陰性                 | 陰性                 | 陰性           |
| 梅毒血清反応     | 陽陰性     | 陽性             | 陰性                     | 陰性                 | 陰性                 | 陰性           |
| 頻度             | 僅少       | 少ない           | 僅少                     | 僅少                 | 多い                 | 多い           |